# Ренвилл (округ, Миннесота)
Ре́нвилл (англ. Renville County) — округ в штате Миннесота, США. Административный центр и крупнейший город — Оливия. По переписи 2000 года в округе проживают 17 154 человека. Площадь — 2557 км², из которых 2545,7 км² — суша, а 11,3 км² — вода. Плотность населения составляет 7 чел./км².

## История
Округ был основан в 1855 году.